# الشيخ عيسى العاشوري
الشيخ عيسى العاشوري قرية سورية تتبع ناحية دركوش في منطقة جسر الشغور في محافظة إدلب. بلغ عدد سكانها 984 نسمة في عام 2004 حسب إحصاء المكتب المركزي للإحصاء.